# Église Notre-Dame-du-Rosaire-et-Saint-Benoît de Cuiabá
Pour les articles homonymes, voir Église Notre-Dame-du-Rosaire-et-Saint-Benoît.
L’église Notre-Dame-du-Rosaire-et-Saint-Benoît (en portugais : Igreja de Nossa Senhora do Rosário e São Benedito) est une église de l’Église catholique située dans la ville de Cuiabá, capitale de l’État du Mato Grosso au Brésil. Édifice historique de la ville, construite dans les années 1730, son architecture est typique de l’architecture coloniale brésilienne, avec un intérieur de style baroque brésilien. Rattachée à l’archidiocèse de Cuiabá, elle est dédiée à Notre-Dame du Rosaire et à saint Benoît le More.
Elle est protégée en tant que patrimoine historique du Brésil par IPHAN depuis 1975.